# Ludovico il Bavaro
Ludovico IV, detto il Bàvaro (Monaco di Baviera, 1º aprile 1282 – Fürstenfeldbruck, 11 ottobre 1347), è stato duca di Baviera dal 1294, re dei Romani dal 1314 e Imperatore del Sacro Romano Impero dal 1328. È sepolto nella Frauenkirche di Monaco di Baviera.

## Biografia

### L'espansione della casa Wittelsbach
Ludovico era figlio del duca dell'Alta Baviera Ludovico II (il Severo) e di Matilde d'Asburgo. Trascorse gli anni dal 1294, anno della morte del padre, fino al 1301 a Vienna, alla corte degli Asburgo. Nel 1301 divenne Duca reggente di Baviera, assieme al fratello Rodolfo. Nel 1308 sposa la figlia del duca di Svevia Beatrice, che però muore già nel 1322. È un principe tedesco che incute rispetto già nel 1310, quando costringe il fratello a dividere il ducato (si riconcilieranno nel 1313), e sconfigge il proprio cugino Federico il Bello d'Asburgo nella battaglia di Gammelsdorf.
Nel 1324 Ludovico sposa a Colonia Margherita d'Olanda, contessa di Hainaut e Olanda, ampliando l'influenza dei Wittelsbach. Nel 1340 eredita anche la bassa Baviera e pone suo figlio Ludovico a capo della marca del Brandeburgo. Nel 1345 eredita, attraverso la moglie Margherita, Olanda, Zelanda e Hainaut. La potenza dei Wittelsbach è diventata davvero notevole. Monaco di Baviera diventa una splendida capitale. Ludovico perseguiva una politica molto attenta verso le città, e tentava di uniformare la giurisdizione nei propri territori.
Nel 1329 Ludovico, con il trattato di Pavia, regola la successione dei Wittelsbach, stabilendo che in caso di estinzione della linea rudolfina nel Palatinato la successione sarebbe andata alla linea ludoviciana in Baviera e viceversa. Questo trattato produrrà i suoi effetti alla fine del XVIII secolo, quando, estintisi i Wittelsbach bavaresi, il ramo palatino succederà legittimamente in Baviera.

### La marcia su Roma
Dopo la morte, improvvisa, di Enrico VII, nel 1314 la maggioranza dei principi tedeschi elesse re dei Romani Ludovico, il primo Wittelsbach ad assurgere a tale dignità. Il 28 settembre 1322, nella battaglia di Mühldorf sconfigge Federico I d'Asburgo, che era stato eletto da un altro gruppo di principi elettori, rafforzando così la propria posizione nell'impero.
Ludovico tentò però, inutilmente, di ottenere il riconoscimento dell'elezione da parte di papa Giovanni XXII, che non voleva prendere partito nella lotta tra le due fazioni. In questo modo Ludovico fu spinto verso una posizione avversa al papato. Ludovico ignorò la pretesa della Curia romana di esaminare il diritto di Ludovico alla corona (si trattava della questione dell'approvazione di un sovrano neoeletto; Ludovico, non senza ragioni, riteneva che l'esame da parte del papato non fosse super partes). Di fronte all'atteggiamento di Ludovico, papa Giovanni interdisse l'imperatore. Da allora Ludovico venne chiamato, dispregiativamente, il Bavaro. Fu l'inizio di una lotta che accompagnò Ludovico per tutta la vita. Ludovico riuscì però a raggiungere un accordo con gli Asburgo, quando, nel 1325, Federico il bello divenne co-reggente dell'impero.
Ludovico progettava allora di indebolire la posizione del papa in Italia. D'accordo con diversi esponenti ghibellini, nel 1327 marciò su Roma. Molte città ghibelline accolsero fra grandi acclamazioni l'Imperatore, che seguito dalle sue truppe e dai suoi cortigiani, vescovi e cardinali, imponeva tributi ed esigeva omaggio dai principi, conti e vescovi feudatari dell'Impero. Durante una dieta di rappresentanti delle maggiori città italiane, fu dichiarato il Pontefice romano eretico ed indegno, e ricevuta a Monza la corona del ferro dalle mani di Guido Tarlati, scomunicato vescovo di Arezzo, avanzò in Toscana, scrivendo lettere ai Comuni per i quali doveva passare, lungo la via Aurelia, da Pisa verso Roma, invitandoli di porsi ai suoi ordini e di comparirgli davanti, al suo passaggio, conducendo con sé i propri sindaci.
Ludovico e il suo seguito si recarono quindi a Castiglione della Pescaia, allora sotto il dominio della contea di Santa Fiora, e vi celebrò il Natale del 1327. Dopo aver soggiornato nel borgo per diverse settimane, permettendo così alle sue truppe di riposarsi e rinvigorirsi dopo il lungo viaggio, riprese il cammino. Ripresa la via Aurelia, l'imperatore, non volendo proprio in quel momento entrare in conflitto con Siena, preferì non attraversare la città di Grosseto, e quindi, fatto fare un ponte volante sul fiume Ombrone, passò con il suo seguito poco distante dalla città e riprese verso i borghi di Magliano e Manciano, lungo le valli dei fiumi Albegna e Fiora. Toccò la città di Viterbo e infine giunse a Roma.
Ludovico ricevette la corona imperiale in San Pietro per mano di Giacomo Sciarra Colonna, capitano del popolo romano. Tre mesi più tardi Ludovico pubblicò un decreto, il "Jacque de Cahors", dichiarando papa Giovanni XXII deposto con l'accusa di eresia. Nominò allora il francescano spirituale, Pietro Rainalducci come antipapa Niccolò V, deposto dopo che Ludovico lasciò Roma gli ultimi mesi del 1328 in direzione di Pisa, dove la morte di Castruccio Castracani poteva portare la caduta della città nelle mani di Firenze. La deposizione di papa Giovanni XXII e l'elevazione al soglio di Pietro di Nicolò rese la situazione ancor più incandescente. In questo modo Ludovico negava il diritto del papa all'approvazione, e contemporaneamente rompeva con la tradizione medievale che voleva fosse il papa ad incoronare gli imperatori. Lo scontro tra Ludovico e il papa diventava inevitabile.

### Imperatore

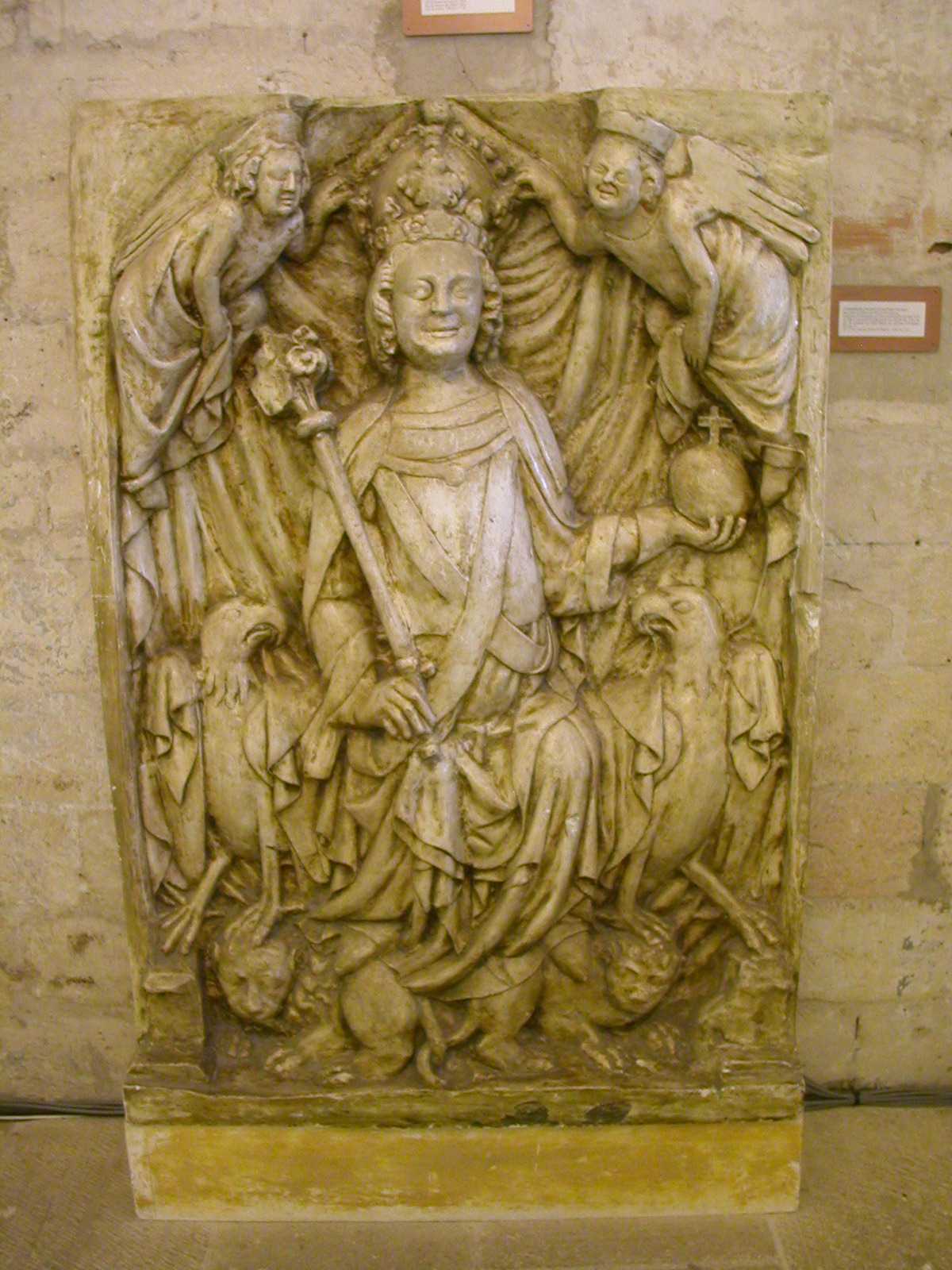
Bassorilievo raffigurante Ludovico IV al Palazzo dei Papi di Avignone

L'Imperatore riprese il suo viaggio per tornare in Baviera, dopo aver fatto una sosta prima a Viterbo, dove fu raggiunto dall'antipapa Niccolò V, successivamente a Grosseto, tentando invano di espugnare la città, e infine a Pisa per aiutare la città sua alleata di fronte alla minaccia fiorentina.
Nell'aprile del 1329 Pinalla Aliprandi, con un manipolo di cavalieri viscontei, riconquistò Monza, occupata dalle truppe di Ludovico, giovandosi anche dell'aiuto portogli dal fratello Martino e, nel maggio dello stesso anno, respinse un tentativo dello stesso imperatore di impadronirsi della città. Nello stesso anno nominò Vicario imperiale Azzone Visconti facilitandogli la conquista incontrastata del potere su Milano e Monza. Sempre nel 1329 si accordò con i nipoti, figli del fratello maggiore Rodolfo I di Baviera con il trattato di Pavia, trattato che sancì la divisione in due della dinastia Wittelsbach fino all'estinzione del ramo "giovane", discendente di Ludovico il Bavaro, nel 1777.
Il 28 aprile 1330, giunto in Baviera, l'Imperatore fondò l'abbazia di Ettal. Nel dibattito che seguì si schierarono con Ludovico Marsilio da Padova e Guglielmo di Ockham, che sostennero la preminenza dell'Impero sul Papato dal punto di vista teorico. I principi, da parte loro, confermarono che un re da loro eletto non necessitava di approvazione da parte del papa. Ma a quel punto non era più possibile un accordo. Inoltre il re di Francia Filippo VI sabotava qualsiasi tentativo di avvicinamento tra il papa e Ludovico. Ludovico si era messo in una situazione senza vie d'uscita e, nonostante si alleasse con Edoardo III d'Inghilterra, la situazione creava nell'impero sempre maggiore scontento.
L'11 novembre 1329, per la sua devozione all'Impero, nominò vicario imperiale Ludovico I Gonzaga, primo signore di Mantova.
Nel 1338 vi è la dichiarazione di Rhens.
Nel 1346, con l'appoggio del papato e della corte di Francia, Carlo IV venne eletto anti-re. La morte di Ludovico, a Puch, evitò la battaglia decisiva tra i due imperatori, nella quale Ludovico forse sarebbe stato in vantaggio.
Il medievalista tedesco Bernd Schneidmüller inserisce Ludovico il Bavaro nella sua lista dei "re-conti", gli imperatori o re dei Romani dei secoli XIV e XV anteriori al definitivo passaggio del titolo imperiale alla Casa d'Asburgo.

## Matrimoni e discendenza
Primo matrimonio: Ludovico sposò nel 1308 Beatrice di Slesia-Glogau († 1322) dalla quale ebbe:
- Matilde (1309-1346), che sposò nel 1328 il margravio Federico II di Meißen
- un figlio morto in tenera età (1314)
- Ludovico V (1315-1361), duca dell'Alta Baviera, margravio di Brandeburgo e conte di Tirolo; sposò Margherita Maultasch;
- Anna (1316-1319)
- Agnese (1318-?)
- Stefano II (1319-1375), duca di Bassa Baviera-Landshut; sposò Isabella di Sicilia.

Secondo matrimonio: nel 1324 Ludovico sposò Margherita II di Hainaut (1310-1356), figlia di Guglielmo I di Hainaut, dalla quale ebbe:
- Margherita (1325-1374), andata sposa nel 1351 a Stefano di Ungheria († 1354), duca di Croazia, e successivamente, nel 1358, a Gerlach di Hohenlohe († 1387);
- Anna (1326-1361), andata sposa a Giovanni di Wittelsbach (1329-1340), duca della Bassa Baviera;
- Ludovico VI di Baviera, detto il Romano (1328-1365), duca dell'Alta-Baviera e margravio di Brandeburgo dal 1356;
- Elisabetta (1329-1402), andata sposa nel 1350 a Cangrande II della Scala (1332-1359), signore di Verona e, dopo la morte di quest'ultimo, nel 1362, a Ulrico di Württemberg (1342-1388), figlio di Eberardo II, conte di Württemberg;
- Guglielmo (1330-1389), duca di Baviera-Straubing, conte di Hainaut, di Olanda e di Zelanda;
- Alberto (1336-1404), duca di Baviera-Straubing, conte di Hainaut, di Olanda e di Zelanda;
- Beatrice (1344-1359), andata sposa ad Erik XII (1339-1359), re di Svezia;
- Agnese (1345-1352);
- Ottone V di Baviera (1346-1379 ), duca di Alta-Baviera e margravio di Brandeburgo;
- Ludovico (1347-1348).

## Ascendenza
|                            |                      |                         | Genitori                 |  |  | Nonni |  |  | Bisnonni              |  |  | Trisnonni           |  |
|                            |                      |                         |                          |  |  |       |  |  | Ludovico I di Baviera |  |  | Ottone I di Baviera |  |
|                            |                      |                         |                          |  |  |       |  |  | Ludovico I di Baviera |  |  | Ottone I di Baviera |  |
|                            |                      | Agnese di Loon          |                          |  |  |       |  |  | Ludovico I di Baviera |  |  |                     |  |
| Ottone II di Baviera       |                      |                         |                          |  |  |       |  |  | Ludovico I di Baviera |  |  |                     |  |
|                            |                      | Ludmilla di Boemia      | Federico di Boemia       |  |  |       |  |  |                       |  |  |                     |  |
|                            |                      | Ludmilla di Boemia      | Federico di Boemia       |  |  |       |  |  |                       |  |  |                     |  |
|                            |                      | Ludmilla di Boemia      | Elisabetta d'Ungheria    |  |  |       |  |  |                       |  |  |                     |  |
| Ludovico II del Palatinato |                      | Ludmilla di Boemia      |                          |  |  |       |  |  |                       |  |  |                     |  |
|                            |                      | Enrico V del Palatinato | Enrico il Leone          |  |  |       |  |  |                       |  |  |                     |  |
|                            |                      | Enrico V del Palatinato | Enrico il Leone          |  |  |       |  |  |                       |  |  |                     |  |
|                            |                      | Enrico V del Palatinato | Matilda d'Inghilterra    |  |  |       |  |  |                       |  |  |                     |  |
| Agnese del Palatinato      |                      | Enrico V del Palatinato |                          |  |  |       |  |  |                       |  |  |                     |  |
|                            |                      | Agnese di Hohenstaufen  | Corrado Hohenstaufen     |  |  |       |  |  |                       |  |  |                     |  |
|                            |                      | Agnese di Hohenstaufen  | Corrado Hohenstaufen     |  |  |       |  |  |                       |  |  |                     |  |
|                            |                      | Agnese di Hohenstaufen  | Irmengarda di Henneberg  |  |  |       |  |  |                       |  |  |                     |  |
| Ludovico il Bavaro         |                      | Agnese di Hohenstaufen  |                          |  |  |       |  |  |                       |  |  |                     |  |
|                            | Alberto IV il Saggio | Rodolfo il Vecchio      |                          |  |  |       |  |  |                       |  |  |                     |  |
|                            | Alberto IV il Saggio | Rodolfo il Vecchio      |                          |  |  |       |  |  |                       |  |  |                     |  |
|                            | Alberto IV il Saggio | Agnese di Staufen       |                          |  |  |       |  |  |                       |  |  |                     |  |
| Rodolfo I d'Asburgo        | Alberto IV il Saggio |                         |                          |  |  |       |  |  |                       |  |  |                     |  |
|                            |                      | Edvige di Kyburg        | Ulrico di Kyburg         |  |  |       |  |  |                       |  |  |                     |  |
|                            |                      | Edvige di Kyburg        | Ulrico di Kyburg         |  |  |       |  |  |                       |  |  |                     |  |
|                            |                      | Edvige di Kyburg        | Anna di Zähringen        |  |  |       |  |  |                       |  |  |                     |  |
| Matilde d'Asburgo          |                      | Edvige di Kyburg        |                          |  |  |       |  |  |                       |  |  |                     |  |
|                            |                      | Burcardo V di Hohenberg | Burcardo IV di Hohenberg |  |  |       |  |  |                       |  |  |                     |  |
|                            |                      | Burcardo V di Hohenberg | Burcardo IV di Hohenberg |  |  |       |  |  |                       |  |  |                     |  |
|                            |                      | Burcardo V di Hohenberg | Valpurga di Aichelberg   |  |  |       |  |  |                       |  |  |                     |  |
| Gertrude di Hohenberg      |                      | Burcardo V di Hohenberg |                          |  |  |       |  |  |                       |  |  |                     |  |
|                            |                      | Matilde di Tubinga      | Rodolfo II di Tubinga    |  |  |       |  |  |                       |  |  |                     |  |
|                            |                      | Matilde di Tubinga      | Rodolfo II di Tubinga    |  |  |       |  |  |                       |  |  |                     |  |
|                            |                      | Matilde di Tubinga      | ? di Ronsberg            |  |  |       |  |  |                       |  |  |                     |  |
|                            |                      | Matilde di Tubinga      |                          |  |  |       |  |  |                       |  |  |                     |  |